# Pietro Tagliavia d'Aragonia
Pietro Tagliavia d'Aragonia (Palermo, 1499 - Palermo, 5 de agosto de 1558) foi um cardeal do século XVII

## Biografia
Nasceu em Orvieto em Pouco antes de 1500, Palermo. Da nobre família dos condes de Castelvetrano e Terranova. Filho de Giovanni Vincenzo Tagliavia, conde de Castelvecchio, e Beatrice d'Aragonia e Cruillas. A família assumiu o sobrenome Aragônia após o casamento de Giovanni Vincenzo com Beatrice. Seu sobrenome também está listado como Aragonia Tagliavia; como Aragona Tagliavia; como Aragão; e como Aragona. Tio-avô do Cardeal Simeone Tagliavia d'Aragonia (1583).
Recebeu uma boa, embora não excelente, formação teológica. Ingressou no estado eclesiástico com a perspectiva de uma carreira rápida e brilhante, considerando a elevada posição social da família e os laços de parentesco e lealdade com os aragoneses e depois com os Habsburgos..
Clérigo de Mazzara..
Eleito bispo de Girgenti (Agrigento), 28 de maio de 1537; concedido o indulto para receber a consagração episcopal, 6 de junho de 1537. Consagrado (nenhuma informação encontrada). Em 1541, fez parte da comitiva do imperador Carlos V em Regensburg, onde, se não participasse nas conversações entre católicos e luteranos, provavelmente teria que acompanhar de perto o desenvolvimento. Apresentado pelo imperador para a Sé de Palermo. Promovido pelo Papa à Sé Metropolitana de Palermo, em 10 de outubro de 1544; fez a entrada solene na sé em janeiro de 1545. Obteve permissão do Papa Paulo III, por escrito de 20 de março de 1545, para visitar e reformar os mosteiros de Palermo. Participou do Concílio de Trento, 1545-1547; em geral, alinhou-se com o grupo de prelados espanhóis; abordou cuidadosamente o legado papal tentando obter a promoção ao cardinalato; nesse último ano, quando o conselho foi transferido para Bolonha, o arcebispo Tagliavia permaneceu em Trento seguindo a política imperial. Em 1551, convidou para Palermo o padre jesuíta Nicolás Bobadilla, um dos primeiros companheiros de Santo Inácio de Loyola, para exercer atividades apostólicas. Participou também no concílio de 1551-1552 mas sem qualquer contribuição relevante. Durante sua ausência para participar do conselho, deixou dois vigários para administrar a arquidiocese de Palermo. O Arcebispo Tagliavia teve vários encontros com a Inquisição Siciliana relativamente à sua jurisdição episcopal. Ele era um prelado de piedade sincera, e não deixou de se interessar pela vida religiosa da sua diocese durante as suas longas estadias em Trento, demonstrando uma orientação sinceramente reformista. Sua promoção ao cardinalato foi solicitada ao imperador Carlos V pelos deputados do Reino da Sicília já em 1545; no ano seguinte, o imperador apresentou-o ao papa mas inicialmente sem grande interesse. O Papa Júlio III não quis introduzir no Sagrado Colégio dos Cardeais um homem muito devotado à causa imperial, mas finalmente, devido à insistência do imperador, o pontífice concordou. o imperador apresentou-o ao papa, mas inicialmente sem grande interesse. ..
Criado cardeal sacerdote no consistório de 22 de dezembro de 1553. Não participou do Conclave de abril de 1555, que elegeu o Papa Marcelo II. Participou do Conclave de maio de 1555, que elegeu o Papa Paulo IV. Recebeu o chapéu vermelho e o título de S. Calisto, em 17 de julho de 1555. Celebrou um sínodo diocesano em 1555, promulgando sanctiones et decreta circa cleri et populi reformationem, ac vitam honestam . Abade comendador de Ss. Pietro e Paolo d'Italia. O rei Felipe II da Espanha nomeou-o presidente da Sicília em 8 de dezembro de 1556 e ocupou o cargo até maio de 1557. Em 1557, mandou restaurar o famoso sino conhecido como "la guzza"..
Morreu em Palermo em Sexta-feira, 5 de agosto de 1558. Está sepultado na cripta da catedral de Palermo, num sarcófago romano paleocristiano de mármore pariano .